# Rédey István
Rédey István (Újpest, 1898. december 8. – Budapest, 1968. október 7.) hadmérnök, geodéta, egyetemi tanár.

## Élete
Rédey Miklós (1868–1931) rendőrfőkapitány és Wölfl Katalin (1866–1945) fiaként született. Apai nagyszülei Rohrbacher Vendel és Horváth Ágnes, anyai nagyszülei Wölfl Ferenc és Klamfer Terézia voltak. A budapesti Műegyetemen szerzett mérnöki oklevelet, 1921-től a mechanika tanszéken oktató, majd a geodéziai tanszéken Oltay Károly tanársegédje volt. A Monarchia felbomlását követően életre hívott Honvéd Térképészeti Intézetbe 1923-ban került, 1927-ig a sztereofotogrammetriai osztály vezetője volt. Az akkor kifejlődő új térképészeti eljárás gyakorlati alkalmazását kellett megoldania. A Magyar Fotogrammetriai Társaság főtitkáraként szerkesztette a társaság évkönyveit, összeállította a fotogrammetriai terminológiát és szakszótárt, az angol–magyar geodéziai szakszótár tervezetét. 

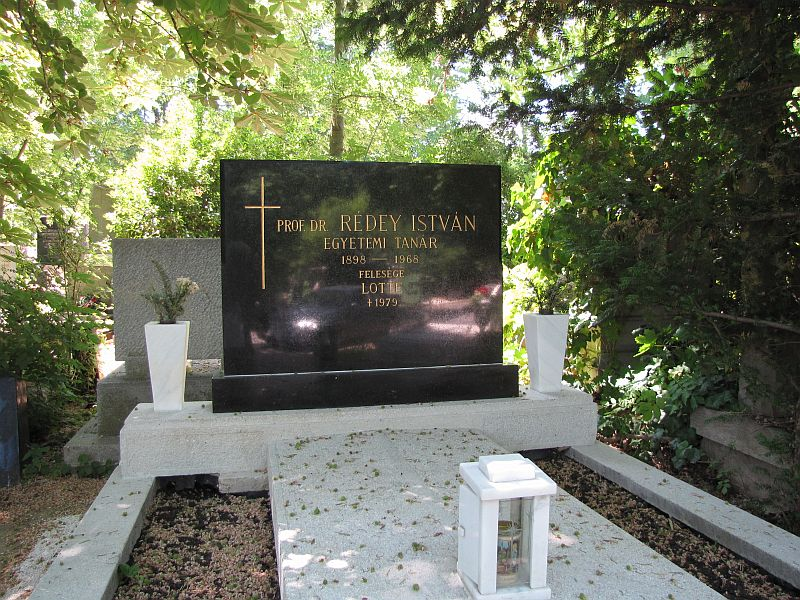
Rédey István sírja Budapesten. Farkasréti temető: 18-1-580/581.

Foglalkozott a Alfred Wegener kontinensvándorlási elméletével, a potenciálelmélet geodéziai vonatkozásaival, valamint a magyarországi földkéregmozgás kérdéseivel. A Műegyetemen 1942-ben magántanári habilitációt szerzett. Mérnök ezredesként az 1951-ben megszervezett hadmérnöki kar térképészeti tagozatának vezetője volt 1957-ig. Az építőmérnöki kar geodéziai tanszékének vezetését 1959-ben vette át, s haláláig irányította az ottani munkát. A kor igényeinek megfelelően átdolgozta egykori tanára, Oltay Károly Geodézia kézikönyvét. Általános geodéziai értelmező szótár című műve 1961-ben jelent meg, ezt követte 1966-ban A geodézia története című munkája. Széles körű kapcsolatot tartott fenn a hazai és a nemzetközi geodéziai szervezetekkel.

## Külső hivatkozások
- Magyar életrajzi lexikon
- Magyar Tudomány- és Technikatörténeti Műhely Krónika rovata. Élet és Tudomány, 1998. 50. sz.
- Dr. Rédey István születésének 100. évfordulója